# Sangiaccato di Gerusalemme
Il sangiaccato di Gerusalemme è stato una provincia dell'Impero ottomano fino al 1918. Parte della Palestina, la quale faceva parte del vilayet di Sham (Siria), il sangiaccato di Gerusalemme era formato da cinque cazà (Gerusalemme, Giaffa, Gaza, Hebron, Beersheba). Nel 1887 il sangiaccato di Gerusalemme, in quanto sede dei Luoghi Santi, divenne un mutasarriflik indipendente il cui mutasarrif era responsabile direttamente nei confronti del governo centrale di Costantinopoli, dei suoi ministeri e dipartimenti di Stato.